# 安楽峠
安楽峠（あんらくとうげ）は、滋賀県甲賀市土山町山女原(あけびはら)と三重県亀山市安坂町池山の間の峠。標高490ｍ。旧東海道の鈴鹿の間道の一つで通行する旅人も多かった。
伊勢から京へ向かう道であるとともに、第二次世界大戦前は土山町にある田村神社の厄除祭に参詣人の列が続いたと伝えられる。
1583年（天正11年）豊臣秀吉が滝川一益を討伐するため、大軍を率いて通っている。また、有名な俳人・歌人である松永貞徳の日記に「鈴鹿道は塞りて、安楽越をせしに、あけび原という山中にとまりて、川音に夏の夜ながき旅ねかな」と書かれており、安楽峠を越えていることがわかる。
現在は東海自然歩道や林道が通っていて、車の通行が可能。付近の地下を新名神高速道路の鈴鹿トンネルが通っている。林道を三重県側に下ったところに石水渓がある。